# Libellago balus
Libellago balus là loài chuồn chuồn trong họ Chlorocyphidae. Loài này được Hämäläinen mô tả khoa học đầu tiên năm 2002.